# Jiaodontus montaltissimus
Espèce
Jiaodontus montaltissimus est une espèce éteinte de poissons cartilagineux de la famille des Lonchidiidae (ordre des Hybodontiformes). C'est l'espèce type du genre Jiaodontus.

## Systématique
L'espèce Jiaodontus montaltissimus a été décrite en 2010 par Stefanie Klug (d), Thomas Tütken (d), Oliver Wings (d), Hans-Ulrich Pfretzschner (d) et Thomas Martin (d),.

## Présentation
Les restes fossiles de Jiaodontus montaltissimus ont été mis au jour dans la région d'Ürümqi (Xinjiang, Nord-Est de la Chine). Cette espèce vivait lors de l’Oxfordien.

## Étymologie
Son épithète spécifique, du latin montes altissimi, « hautes montagnes », lui a été donné en référence à ses dents en forme de montagnes.

## Publication originale
- (en) Stefanie Klug, Thomas Tütken, Oliver Wings, Hans-Ulrich Pfretzschner et Thomas Martin, « A Late Jurassic freshwater shark assemblage (Chondrichthyes, Hybodontiformes) from the southern Junggar Basin, Xinjiang, Northwest China », Palaeobiodiversity and Palaeoenvironments, Springer Nature et Springer Science+Business Media, vol. 90, no 3,‎ 31 juillet 2010, p. 241-257 (ISSN 1867-1594 et 1867-1608, DOI 10.1007/S12549-010-0032-2, lire en ligne).